# Escuela de Infantería de Marina General Albacete Fuster
La Escuela de Infantería de Marina General Albacete Fuster (EIMGAF)  es la principal institución española donde se imparte la enseñanza en el Cuerpo de Infantería de Marina. Tiene su sede en Cartagena.

## Historia
La Infantería de Marina de España es la más antigua del mundo, datada su primera creación en el 27 de febrero de 1537 por parte de Carlos I de España.
En cuanto a impartir cursos de formación en Academias del cuerpo de infantería de Marina, estas datan de hace dos siglos, cuando se impartían en la "Academia General Central" a partir del año 1879, siendo su primer director el , por aquel entonces, Coronel D. Joaquín Albacete y Fuster. 16 años después se empezarían a instruir los cuerpos en una academia exclusiva de este ámbito, conocida como "Escuela de Infantería de Marina".
Hacia el último cuarto del siglo XX la academia se conoció como "Centro de Instrucción de la Infantería de Marina", al que le sustituiría al entrar el siglo XXI la "Escuela de Formación y Perfeccionamiento de Tropa de Infantería de Marina", nombre que llevaría hasta el 2004, cuando se adoptó el actual.

## Función
La función de esta escuela es la del adiestramiento de los efectivos de Infantería de Marina que sirven en la Armada Española.
En la Escuela  se imparten una gran variedad de cursos que no solo se quedan en la infantería, sino que pasan por los de obtención de rangos de suboficiales, como de puestos de artillería o cursos de Logística.

## Empleos y divisas
| España                   |               |                 |             |  |  |  |  |  |  |
| Sargento alumno 3.er año | Alumno 2º año | Alumno 1.er año | Alumno MPTM |  |  |  |  |  |  |
|                          |               |                 |             |  |  |  |  |  |  |

| España |  |  |  |  |  |  |  |  |  |
|        |  |  |  |  |  |  |  |  |  |